# Digha Nikaya
O Digha Nikaya, ou "Coleções dos longos discursos" (digha = "longo")  é uma escritura Budista, a primeira divisão do Sutta Pitaka, e é composto por trinta e quatro suttas, agrupados em três vaggas, ou divisões.

## Estrutura
O Digha Nikaya consiste em 34 discursos, divididos em três grupos:
- Silakkhandha-vagga - A Divisão relativa à moralidade (13 suttas)
- Maha-vagga - A Divisão maior (10 suttas)
- Patika-vagga- A Divisão Patika (11 suttas)

## Suttasdo Digha Nikaya
| Número | Título em Pāli                                                      | Título traduzido                                        | Descrição |
| ------ | ------------------------------------------------------------------- | ------------------------------------------------------- | --- |
| DN 1   | Brahmajala Sutta                                                    |                                                         | Principalmente sobre 62 tipos de visões equivocadas |
| DN 2   | Samaññaphala Sutta                                                  | Os frutos da vida contemplativa                         | O rei Ajatasatru pergunta ao Buda sobre os benefícios desta vida de ser um samana ("recluso" ou "renunciante"); a resposta de Buda é, em termos de se tornar um arahant |
| DN 3   | Ambattha Sutta                                                      |                                                         | Ambattha o brâmane é enviado por seu mestre para descobrir se o Buda possui as 32 marcas corporais, mas na chegada, ele é rude com o Buda em razão da descida (casta), o Buda responde que ele é realmente maior do que nascer Ambattha por convenção social, mas que ele mesmo considera aquelas cumpridas sob conduta e sabedoria como superiores. |
| DN 4   | Sonadanta Sutta                                                     |                                                         | O Buda pergunta a Sonadanda, o brâmane, quais são as qualidades que fazem um brâmane; Sonadanda dá cinco, mas o Buda pergunta se algum pode ser omitido e defende-lo a duas: a moralidade e sabedoria. |
| DN 5   | Kutadanta Sutta                                                     |                                                         | Kutadanta o brâmane pergunta ao Buda como realizar um sacrifício, o Buda responde dizendo de uma de suas vidas passadas, como capelão de um rei, onde eles realizaram um sacrifício que consistia em fazer oferendas, sem animais mortos. |
| DN 6   | Mahali Sutta                                                        |                                                         | Em resposta a uma pergunta sobre o porquê um certo monge tinha visões divinas, mas não escutava sons divinos, o Buda explica que é por causa da maneira que ele dirigiu sua meditação. |
| DN 7   | Jaliya Sutta                                                        |                                                         | Perguntado por dois brâmanes se a alma e o corpo são iguais ou diferentes, o Buda descreve o caminho para a sabedoria, e pergunta se aquele que o cumpriu se preocuparia com essas questões |
| DN 8   | Kassapa Sihananda Sutta (alt:Maha Sīhanāda ou Sīhanāda Sutta)       |                                                         | A palavra sihanada significa literalmente "rugido do leão": este discurso trata do ascetismo. |
| DN 9   | Potthapada Sutta                                                    | Sobre Potthapada                                        | Questionado sobre a causa do surgimento do Sanna, normalmente traduzido como percepção, o Buda diz que é através do treinamento, ele explica com sendo o caminho acima dos jhanas e o surgimento de suas percepções, e depois continua com as três primeiras realizações sem forma; a sutta então se move para outros tópicos, o self e as perguntas não respondidas.                                                                                         |
| DN 10  | Subha Sutta                                                         |                                                         | Ananda descreve o caminho ensinado pelo Buda. |
| DN 11  | Kevatta Sutta alt: Kevaḍḍha Sutta                                   | Para Kevatta                                            | Kevaddha pergunta ao Buda porque ele não ganha discípulos ao fazer milagres, o Buda explica que as pessoas simplesmente descartam isso como mágica e que o verdadeiro milagre é a formação de seus seguidores. |
| DN 12  | Lohicca Sutta                                                       | Para Lohicca                                            | Sobre bons e maus professores. |
| DN 13  | Tevijja Sutta                                                       |                                                         | Questionado sobre o caminho para a união com Brahma, o Buda explica em termos do caminho budista, mas termina com os quatro brahmaviharas, a forma abreviada em que o texto é escrito torna claro o quanto do caminho vem antes deste, Robert Gombrich argumentou que Buda queria dizer que a a união com Brahma é o sinônimo de nirvana. |
| DN 14  | Mahapadana Sutta                                                    |                                                         | Conta a história de um Buda passado até pouco depois de sua iluminação, a história é semelhante à de Gautama Buddha. |
| DN 15  | Mahanidana Sutta                                                    | As grandes causas do Discurso                           | Sobre pratitya-samutpada. |
| DN 16  | Mahaparinibbana Sutta                                               | Os últimos dias do Buda                                 | História dos últimos meses de vida do Buda, a sua morte e funeral, e a distribuição de suas relíquias. |
| DN 17  | Mahasudassana Sutta                                                 |                                                         | História de uma vida passada de Buda vivendo como um rei. A descrição do seu palácio tem estreitas semelhanças verbais à da Terra pura, e Rupert Gethin sugeriu esta como uma precursora |
| DN 18  | Janavasabha Sutta                                                   |                                                         | O rei Bimbisara, renasceu como o deus Janavasabha, diz o Buda que o seu ensino tem resultado no aumento do número de pessoas que estão renascendo como deuses. |
| DN 19  | Maha-Govinda Sutta                                                  |                                                         | História de uma vida passada de Buda. |
| DN 20  | Mahasamaya Sutta                                                    | O grande encontro                                       | Longa lista versificada de deuses vindos para honrar o Buddha |
| DN 21  | Sakkapanha Sutta                                                    | Questões de Sakka                                       | O Buda responde a perguntas de Sakka, o senhor dos deuses (uma versão budista de Indra) |
| DN 22  | Mahasatipatthana Sutta                                              | O Grande Discurso sobre os Fundamentos da Atenção Plena | A base para uma das tradições birmaneses vipassanas de meditação, muitas pessoas as tem lido ou recitado em seus leitos de morte. |
| DN 23  | Payasi Sutta alt: Payasi Rājañña Sutta                              |                                                         | Diálogo entre o cético Príncipe Payasi e um monge. |
| DN 24  | Patika Sutta alt:Pāthika Sutta                                      |                                                         | Um monge deixou a ordem, porque diz que o Buda não faze milagres, a maior parte desta sutta é retomada com relatos de milagres realizados pelo Buda |
| DN 25  | Udumbarika Sihanada Sutta alt: Udumbarika Sutta                     |                                                         | Outro discurso sobre ascetismo. |
| DN 26  | Cakkavatti Sihanada Sutta                                           | O Imperador que gira a roda                             | História do declínio da humanidade a partir de uma idade de ouro no passado, com uma profecia de seu eventual retorno. |
| DN 27  | Aggañña Sutta                                                       |                                                         | Outra história de declínio da humanidade. |
| DN 28  | Sampasadaniya Sutta                                                 |                                                         | Sariputta elogia o Buda |
| DN 29  | Pasadika Sutta                                                      |                                                         | A resposta do Buda para a notícia da morte de seu rival, o fundador do Jainismo. |
| DN 30  | Lakkhana Sutta                                                      |                                                         | Explica as ações do Buda em suas vidas anteriores que conduzem a suas 32 marcas corporais, assim descreve práticas de uma bodhisattva |
| DN 31  | Sigalovada Sutta alt:Singala Sutta, Singalaka Sutta ou Sigala Sutta | Para Sigala/Código de Disciplina do leigo               | Tradicionalmente considerado como vinaya. |
| DN 32  | Atanatiya Sutta                                                     | O discurso sobre Atanatiya                              | Deuses dão ao Buda um poema para seus seguidores, homens e mulheres, monásticos e leigos, para recitarem como proteção contra espíritos malignos, estabelece uma mandala ou círculo de proteção e uma versão deste sutta é classificada como um tantra no Tibete e no Japão. |
| DN 33  | Sangiti Sutta                                                       |                                                         | L. S. Cousins começou por sugerir que esta foi a primeira sutta criada como um texto literário, no Segundo Concílio, a sua teoria de que suttas eram originalmente um padrão de ensino, em vez de um corpo de literatura ministrado por Sariputta, a pedido do Buda, e dá listas organizadas numericamente de um a dez(cf. Anguttara Nikaya); uma versão deste pertencente a outra escola foi usado como a base para um dos livros de seus Abhidharma Pitaka. |
| DN 34  | Dasuttara Sutta                                                     |                                                         | Semelhante ao sutta anterior mas com um formato fixo, há dez categorias, e cada um tem um número em cada lista, o material também é usado na Patisambhidamagga. |